# The Further Adventures of the Girl Spy
The Further Adventures of the Girl Spy er en amerikansk stumfilm fra 1910 af Sidney Olcott.

## Medvirkende
- Gene Gauntier – Nan
- Alice Hollister
- Sidney Olcott
- Robert G. Vignola
- Kenean Buel